# Kernita
La kernita es un mineral de la clase de los minerales boratos. Fue descubierta en 1927 en un yacimiento de boro en el condado de Kern, en California (EE. UU.), siendo nombrada así por el nombre de dicho condado. Un sinónimo menos usado es el de rasorita, por el característico hábito de los grupos de cristales fibrosos, que aparecen cortados rasados.

## Características químicas
Químicamente es un tetraborato de sodio hidroxilado e hidratado. Se convierte en metakernita si se calienta por encima de 100 a 120 °C, mientras que se convierte en tincalconita cuando se deshidrata.

## Formación y yacimientos
Aparece en yacimientos de roca sedimentaria con boratos, formadas como evaporitas en ambiente continental árido, o bien en lutitas con boratos que han sido sometidas a metamorfismo.
Suele encontrarse asociado a otros minerales como: ulexita, inyoíta, colemanita o bórax.

## Usos
Es un importante mineral que se extrae como mena de boro.